# Felsőlipóc
Felsőlipóc (horvátul: Lipovac) falu Horvátországban Vukovár-Szerém megyében. Közigazgatásilag Csótnémetihez tartozik.

## Fekvése
Vukovártól légvonalban 34, közúton 38 km-re délre, községközpontjától 11 km-re délre, a Nyugat-Szerémségben, a Báza (Bosut) és a Szpacsva (Spačva) összefolyásánál, a szerb határ mellett fekszik. Területén áthalad a Zágráb-Belgrád autópálya. Közúti határátkelőhely Szerbia felé.

## Története
A település története a bronzkorig nyúlik vissza. 2005-ben az A3-as autópálya Zsupanya-Lipovac szakaszának építését megelőző leletmentő feltárások során a Vatya-kultúra településének maradványai kerültek itt elő. Ugyancsak ezen feltárások erősítették meg a korábbi terepbejárásnál már regisztrált vaskori települések létét, melyek a Hallstatti kultúrához és a La Tène-kultúrához tartoztak.
A középkori települést „Lypowcz” néven már 1484-ben említi oklevél mint Marót várának tartozékát. A török 1526-ban, Valkóvár eleste után szállta meg és 1688-ig volt török uralom alatt.
A 18. század elején Boszniából érkezett katolikus sokácok települtek be, akik 1755-ben felépítették Szent Lőrincnek szentelt fatemplomukat. Kamarai birtok volt, majd a vukovári uradalom része lett. A katonai határőrvidék megszervezésekor Mária Terézia rendelete alapján 1745-ben elhatárolták a katonai közigazgatás alá vont területeket. A falu a Péterváradi határőrezred katonai igazgatása alá került. Lakói a katonai igazgatás teljes megszüntetéséig határőrök voltak, akik 16 és 60 életévük között kötelezve voltak a császári hadseregben a katonai szolgálatra. Részt vettek a Habsburg Birodalom szinte valamennyi háborújában. A katonai közigazgatást 1873-ban megszüntették, majd területét 1881-ben Szerém vármegyéhez csatolták.
Az első katonai felmérés térképén „Lipovatz” néven található. Lipszky János 1808-ban Budán kiadott repertóriumában „Lipovacz” néven szerepel. Nagy Lajos 1829-ben kiadott művében „Lipovacz” néven 212 házzal, 1091 katolikus és 32 ortodox vallású lakossal találjuk.
A településnek 1857-ben 839, 1910-ben 1367 lakosa volt. Szerém vármegye Vinkovcei járásához tartozott. Az 1910-es népszámlálás adatai szerint lakosságának 82%-a horvát, 10%-a német, 5%-a szerb anyanyelvű volt. A település az első világháború után az új szerb-horvát-szlovén állam, majd később (1929-ben) Jugoszlávia része lett. 1941 és 1945 a Független Horvát Államhoz tartozott, majd a szocialista Jugoszlávia fennhatósága alá került. 1991-től a független Horvátország része. 1991-ben lakosságának 97%-a horvát nemzetiségű volt. A horvát függetlenségi háború idején a falut megszálló szerbek mindent leromboltak. A lakosság elmenekült, csak 1997-ben térhetett vissza a száműzetésből és kezdhetett hozzá a teljes újjáépítéshez. A falunak 2011-ben 814 lakosa volt.

## Népessége
| Lakosság változása | Lakosság változása | Lakosság változása | Lakosság változása | Lakosság változása | Lakosság változása | Lakosság változása | Lakosság változása | Lakosság változása | Lakosság változása | Lakosság változása | Lakosság változása | Lakosság változása | Lakosság változása | Lakosság változása | Lakosság változása |
| ------------------ | ------------------ | ------------------ | ------------------ | ------------------ | ------------------ | ------------------ | ------------------ | ------------------ | ------------------ | ------------------ | ------------------ | ------------------ | ------------------ | ------------------ | ------------------ |
| 1857               | 1869               | 1880               | 1890               | 1900               | 1910               | 1921               | 1931               | 1948               | 1953               | 1961               | 1971               | 1981               | 1991               | 2001               | 2011               |
| 839                | 1.022              | 1.409              | 1.163              | 1.463              | 1.367              | 1.299              | 1.343              | 1.105              | 1.297              | 1.527              | 1.556              | 1.442              | 1.409              | 1.243              | 814                |

## Gazdaság
A helyi gazdaság alapja hagyományosan a mezőgazdaság és az állattartás.

## Nevezetességei
- Szent Lőrinc tiszteletére szentelt római katolikus plébániatemploma[9] 1808 és 1812 között épült későbarokk stílusban a régi fatemplom helyett. A plébániát 1789-ben alapították, azelőtt a falu a maróti plébániához tartozott. Feltételezik, hogy a falunak már a középkorban is volt plébániája, ugyanis a pápai tizedjegyzék 1333-ban már említ itt egy Szent Lőrinc plébániát, melynek azonosságát nem lehet igazolni. A korabeli források szerint 1623-ban és 1624-ben a falu a meróti plébániához tartozott, míg 1658-ben önálló plébánia volt az olovói ferencesek vezetése alatt. 1992-ben a szerbek lerombolták a templom tornyát, a tetőzet és a berendezés megsemmisült. Az újjáépítési munkák 1997 novemberében kezdődtek.[10]
- A falutól nyugatra álló Szent Lukács templom,[11] vagy amint a közismert nevén hívják, a Lučica-i Szűzanya templom építése a 10. vagy 11. században történt. A templom már keresztes hadjáratok idején létezett, ezt megerősítik azok a frank és velencei pénzek melyeket a templom mellett találtak. A templom mellett templomos kolostor is állt, a déli oldalán ennek alapfalai láthatók. A 14. században gótikus stílusban építették át. A török uralom idején a templom szépsége elveszett, mert háromszáz év alatt senki sem javította ki. A templomos kolostort lebontották, maga a templom tető, boltozat és harangtorony nélkül maradt. Amikor a törököket kiűzték az országból a nép azonnal azon kezdett dolgozni, hogy megmentse a Szent Lukács templomot a teljes tönkremeneteltől és pusztulástól. A templomot eredetileg deszkákkal, majd 1854-ben cserepekkel borították. A templom 1897-es belső javításánál tetőt is átrakták és helyreállították a harangtornyot. 1897-ig a templomban nem volt semmi, csak egy kicsi jelentéktelen oltár. Berendezése nagyrészt ekkor készült.[12][13]
- A település határában több régészeti lelőhely is található. A településtől délre eső „Cripnjača” régészeti lelőhely ásatásait 2004-ben végezte a Vinkovci Városi Múzeum. Hulladékgödröket és talajmélyedéseket tártak fel, melyek mellett téglalap alakú, lekerekített sarkú gödrök voltak, amelyeknek a falai megégtek. Ezeket valószínűleg élelmiszer tárolására használták. A kerámia leletek alapján az itteni épületeket a 14. és 16. század közötti időszakra datálják.[14] Az őskori „Marikovo és Duge njive” régészeti lelőhely, a településtől délkeletre található. A helyszín kissé kiemelkedő terepen található. A 2004 folyamán végzett feltárások során felfedeztek egy vaskori műhelyes fazekasközpontot, amely három, több szintes mélyedésből, valamint egy hulladékgödörből és négy kerámia kemencéből állt, amelyek i. e. 1. századiak és középkori leletek.[15] A „Tomojevci” régészeti lelőhely a falu központjától 1 km-re keletre található. Topográfiai szempontból egy enyhe magaslat a Báza folyó partján. A szántóföldeken sok késő bronzkori és kora vaskori leletet találtak az i. e. 12. és 10. század közötti időszakból, amelyek jelzi az adott korszak településeinek és temetőinek ittlétét.[16]

## Oktatás
A település első iskolájának épülete 1832-ben készült el. Ugyanebben az évben megkezdődött a fiatalok négyéves alapfokú oktatása és nevelése. Az épületnek két tágas osztályterme volt, mely abban az időben korszerűnek számított. Az első tanítók olyan osztrák-magyar tisztviselők voltak, akik a tanítói lakásban (a mai plébániaházban) szálltak meg. A legelején csak fiúk jártak az iskolába, de hamarosan a lányok is csatlakoztak. A tantárgyak: olvasás, írás, a számolás alapjai, vallásos nevelés, a gazdálkodás alapjai, testmozgás és kézművesség voltak. 1950-ben a négyosztályos iskolát hatosztályosra bővítették, majd már 1953-ban nyolcosztályos lett. Az iskola Josip Kozara nevét vette fel. 1977-ben elkészült az új, modern iskolaépület a tornateremmel, amely jelentősen hozzájárult az oktatás fejlődéséhez, és ahhoz, hogy az iskola a település kulturális, művészeti és sportéletének központjává váljon. 1991. szeptember 20-án a háborús veszély közeledtére a gyermekeket, a nőket és az időseket evakuálták a faluból. Október 7-én az iskolaépületet két gránáttalálat érte. Az épületet teljesen megsemmisítették és kifosztották, teljesen berendezés és felszerelés nélkül maradt. 1997 novemberében az iskola épületét dr. Jure Radić újjáépítési és fejlesztési miniszter nyitotta meg ünnepélyesen. A településen ma nyolcosztályos általános iskola működik.